# 基本所得黨
基本所得黨（韩语：／ Gibon-Sodeugdang）是大韓民國進步主義政黨，於2020年韓國國會選舉中首次獲得國會議席。

## 歷史
自2019年1月勞動黨第9屆領導層上任後，其代表龍慧仁積極推進將黨名改為「基本所得黨」的方案。但是在2019年7月召開的黨大會上，黨名變更議案被否決，領導層全體成員於同月15日辭職，並表示集體退黨的黨員將成為基本所得黨的成員。在正式創黨前，該黨在各市、道成立地方黨部，並以每名國民每月可以無條件獲得60萬韓元為基本收入作口號宣傳政黨。在同年11月，基本所得黨公佈該黨的黨員人數已超越五千人，並於翌年1月19日正式向韓國中央選舉管理委員會註冊成立政黨，並強調其成員主要由年輕人組成。
基本所得黨在2020年3月宣布加入共同市民黨作為比例代表的選舉平台，參與在4月舉行的國會選舉，並推出兩名候選人列入共同市民黨的比例代表名單之中。在國會選舉中，共同市民黨一共獲得17席，在名單中排名第5的龍慧仁成功當選，為此黨在第21屆韓國國會中獲得一個議席。
選舉結束後，名義為共同市民黨黨員的龍慧仁按照選前的協議回歸本黨黨籍。但是，根據韓國選舉法例，比例代表候選人若要保留當選人資格，只能被政黨「除名」而不能退黨，因此共同市民黨在5月12日以龍慧仁及另一政黨時代轉換的當選人「不服共同市民黨與共同民主黨合併」的虛名開除兩人黨籍，讓龍慧仁恢復基本所得黨的黨籍進入新一屆議會。

## 政黨理念
基本所得黨提出五大核心政策：
- 每人每月65萬韓元無條件的基本收入
- 在大數據時代，應推行數據共享不分紅的政策
- 在單人家庭盛行的時代，推動以個人為中心的新社會
- 在氣候危機時代，以碳紅利實現所有人平等的生態轉型
- 限制最高工時為每週工作30小時

## 主要選舉記錄

### 歷屆國會選舉結果

2024年參與國會選舉時「新進步聯合」時期所用政黨標誌

| 年度 | 選舉   | 贏得席位 | 區域得票數 | 區域得票率 | 區域席位 | 比例得票數           | 比例得票率 | 比例席位 | 選舉結果        | 領袖   |
| ---- | ------ | -------- | ---------- | ---------- | -------- | -------------------- | ---------- | -------- | --------------- | ------ |
| 2020 | 第21屆 | 1 / 300  | 4,658      | 0.02%      | 0 / 253  | 9,307,112            | 33.35%     | 1 / 47   | ▲ 1席; 第七大黨 | 朴基洪 |
| 2020 | 第21屆 | 1 / 300  | 4,658      | 0.02%      | 0 / 253  | 以共同市民黨名義參選 |            |          | ▲ 1席; 第七大黨 | 朴基洪 |